# Bauingenieurwesen
Das Bauingenieurwesen ist eine Ingenieurwissenschaft, die sich mit Konzeption, Planung, Entwurf, Konstruktion, Berechnung, Herstellung und dem Betrieb von Bauwerken des Hoch-, Verkehrs-, Tief- und Wasserbaus auseinandersetzt. In diesem Zusammenhang werden ebenfalls Fragen des technischen Umweltschutzes behandelt, beispielsweise Lärmschutz, Gewässer- und Bodenschutz sowie zugehörige Schadstoffuntersuchungen.
Die Berufsbezeichnung lautet Bauingenieur und zählt zur Berufsgruppe der Ingenieure. Das Studium des Bauingenieurwesens an Universitäten und Fachhochschulen schließt mit einer akademischen Graduierung ab als Bachelor und weiterführend als Master. Bis zur Umsetzung des Bologna-Prozesses (Kernphase war der Zeitraum Studienbeginn 2003–2006 bei den zuvor acht- bis zehnsemestrigen Diplomstudiengängen) war bei universitären Studiengängen der akademische Grad Diplom-Ingenieur (üblicherweise abgekürzt mit Dipl.-Ing. bzw. Dipl.-Ing. Univ. in Bayern) sowie an Fachhochschulen Diplom-Ingenieur (FH) (abgekürzt mit Dipl.-Ing.(FH)) üblich. Folglich waren in Deutschland die meisten Studienabschlüsse des Bauingenieurwesens bis ca. zum Jahr 2008 noch mit dem akademischen Grad des Diplomingenieurs betitelt.
Nicht durchsetzen konnte sich im Rahmen des Bologna-Prozesses die angestrebte Umbenennung in Zivilingenieur, englisch civil engineer, französisch genie civil.

## Wortherkunft und Wortbedeutung

Zeitgenössische Abbildung Der Ingenieur aus dem Jahre 1698

Im Wort Bauingenieurwesen steckt der Begriff Ingenieur im Bauwesen. Die Ingenieurbezeichnung ist in diesem Zusammenhang bereits seit dem frühen Mittelalter bekannt. Es leitet sich von dem lateinischen Wort ingenium ab und bedeutet produktiver Geist, Verstand, geistreicher Mensch. Diesen Titel erhielten im 12. und 13. Jahrhundert Menschen, die sich auf den Bau und die Bedienung von Kriegsgerät verstanden.
Diese Bedeutung behielt das Wort Ingenieur viele Jahrhunderte bei und wird beispielsweise im mathematischen Lexikon von Christian Wolf aus dem Jahr 1716 erwähnt. Dort heißt es, der Ingenieur sei ein „[…] Kriegsbaumeister, […] eine Person, welche die Kriegsbaukunst oder Fortifikation übet und also nicht allein Festungen anzugeben vermögend ist, sondern auch die Attacken bei der Belagerung anzuordnen weiß“.
Johann Rudolf Fäsch ergänzt im Jahr 1735 in seinem Kriegs-, Ingenieur, und Seelexicon: „Übrigens soll er auch eine gründliche Wissenschaft in Arithmetic oder Rechenkunst, der Geometrie, der Geographie, der Civil-Baukunst, der Artillerie, Mechanic, Zeichen Kunst und Perspektive haben, damit er sich bei allen verfallenden Gelegenheiten selbst zu rathen wisse, und nicht nötig habe, sich bey andern erst Raths zu erholen […]“.

## Geschichte
Das Bauingenieurwesen zählt zu den ältesten Ingenieurwissenschaften. Erste Gebäude wurden nach der neolithischen Revolution gegen Ende der Steinzeit gebaut. Bei den Assyrern, Babyloniern und Persern – den frühen Hochkulturen Mesopotamiens – wurden Ingenieure an Palast- oder Tempelschulen ausgebildet. Unterrichtet wurde Lesen und Schreiben der Keilschrift sowie die Berechnung der Neigung von Wasserleitungen, der Erdaushub von Ausschachtarbeiten oder die Belastbarkeit von Mauern. Dieselben Ingenieure, die in Friedenszeiten den Bau von Palästen, Brücken, Tempeln, Stadtmauern oder Aquädukten beaufsichtigten, waren im Kriege mit militärischen Verwaltungsaufgaben betraut. Bemerkenswerte Bauwerke sind die Djoser-Pyramide des Baumeisters Imhotep, der Palast von Persepolis sowie die sieben Weltwunder. In der Antike sind die Römer bekannt für ihre vielen Brücken und Straßen. Sie entwickelten auch verbesserte Krane mit Flaschenzug und Laufrad. Im frühen Mittelalter stand vor allem der Ausbau der Klöster im Vordergrund, später der Bau von Burgen und Kathedralen.
Für das Bauingenieurwesen sind zwei Bauwerke von besonderer Bedeutung. Die Kathedrale von Florenz war zu Beginn des 15. Jahrhunderts beinahe fertig. Es fehlte nur noch die Kuppel, die wegen des für damalige Verhältnisse gewaltigen Durchmessers von 45 Metern unmachbar schien. Man fand keine Möglichkeit, ein Lehrgerüst in den benötigten Abmessungen zu errichten. Filippo Brunelleschi fand durch theoretische Überlegungen heraus, dass er die Kuppel ohne Gerüst bauen kann, falls sie eine elliptische Form besitzt. Hierin zeigte sich bereits ein langsamer Übergang vom Erfahrungswissen der Baumeister hin zu theoretischem Wissen der Ingenieure. Den Wendepunkt für das Bauingenieurwesen brachte die Renovierung des Petersdomes 1742. Hier vertraute man erstmals auf die Berechnungen von Mathematikern auf Grundlagen der Mechanik, die den Einbau von weiteren Zugringen als Verstärkung für das baufällige Gebäude als ausreichend erachteten. Den Vorschlag der erfahrenen Baumeister, die ganze Kuppel abzutragen, verwarf man.
Im 17. Jahrhundert wurden viele Länder von den Regierungen vermessen, um die Verwaltung zu verbessern. Die Landesvermessung Frankreichs war ein Projekt, das von der Académie des sciences durchgeführt wurde und über ein Jahrhundert dauerte. In der Renaissance breiteten sich immer mehr die neuen Kanonen aus; die Burgen verloren ihren militärischen Wert. Verteidigungsanlagen wurden nun flach und massiv erbaut. Die Festungsbaukunst wurde zu einer neuen Disziplin, in der die Geometrie eine große Rolle spielte. Der französische Festungsbaumeister Vauban baute bis 1700 etliche Festungen und nahm an vielen Belagerungen teil. 1675 wurde das Corps des ingénieurs du génie militaire gegründet, das die militärischen Festungsbauingenieure erstmals zusammenfasste. Zwischen 1663 und 1681 wurde der Canal du Languedoc gebaut, das seit der Antike größte Kanalbauprojekt. Außerdem wurde in Frankreich der Straßen- und Brückenbau vom Staat vorangetrieben. Dazu wurden 1716 die zivilen Ingenieure zum Corps des ingénieurs des ponts et chaussées zusammengefasst. Im 18. Jahrhundert wurden auch erste Schulen für die Ausbildung neuer Ingenieure gegründet. Dazu zählen die École nationale des ponts et chaussées 1747 (Schule für Brücken und Straßen) die École du Génie Militaire 1748 in Mézières (Schule für Militärpioniere) und die École des Mines 1783 (Schule für Bergbau). 1794 wurde schließlich die École polytechnique gegründet, die auch für andere Ingenieurwissenschaften international eine große Bedeutung hat. Hier wurden in zwei Jahren Unterricht die gemeinsamen mathematisch-naturwissenschaftlichen Grundlagen für das anschließende Studium auf einer der vorgenannten Spezialschulen vermittelt. Nach dem Vorbild der Ecole Polytech wurden in Deutschland zu Beginn des 19. Jahrhunderts viele Polytechnische Schulen gegründet, die im Laufe des Jahrhunderts zu Technischen Hochschulen und schließlich zu Technischen Universitäten aufgewertet wurden. Im liberalen England war der Bau von Straßen, Brücken und Kanälen Sache der privaten Wirtschaft. Die britischen Bauingenieure schlossen sich unter Führung des berühmten Ingenieurs John Smeaton 1771 zur Society of Civil Engineers zusammen. Trotz ihres großen Einflusses verfiel sie letztendlich in eine Dauerkrise. Sie wurde 1818 von der Institution of Civil Engineers von Thomas Telford abgelöst.

## Teilgebiete
Das Bauingenieurwesen gliedert sich in eine Vielzahl verschiedener Fachgebiete, die den technischen Bereich des gesamten Bauwesens umfassen:
- Baubetriebswesen und Bauleitung
- Bauinformatik, Building Information Modeling, in Teilen auch Geoinformation und Vermessungswesen
- Baustoffkunde, Baustoffprüfung, Bauchemie, Bauphysik
- Geotechnik (Erd- und Grundbau), Bodenmechanik, Felsmechanik, Felsbau und Tunnelbau, Bergbau
- Konstruktiver Ingenieurbau (Baustatik, Baudynamik, Stahlbau, Massivbau, Holzbau, Verbundbau, Brandschutz, Glasbau, Membranbau)
- Verkehrsbauwesen (Straßen- und Wegebau, Verkehrsplanung, Verkehrssicherheit, Eisenbahnbau, in Teilen auch Städtebau)
- Wasser und Umwelt (Wasserwirtschaft, Siedlungswasserwirtschaft, Abfallwirtschaft, Wasserbau, Küsteningenieurwesen, Energiewasserbau, Hydromechanik, Stahlwasserbau, Stauanlagenbau, Verkehrswasserbau, Hydrologie)
- Sanierung, Bauen im Bestand, Bauwerkserhaltung, in Teilen auch Facilitymanagement
- Simulation und Numerik
- Unfallforschung: Forensic Engineering im Bauingenieurwesen

In all diesen Teilgebieten sind Bauingenieure maßgebend beschäftigt und übernehmen dort unter anderem die Planung, die Bemessung, die Kostenkalkulation, die Ausführungsleitung bzw. -steuerung, das baubetriebliche Controlling sowie die sicherheitstechnische Bauüberwachung von Anlagen und Bauwerken. Die Beteiligung ist dabei je nach Art und Funktion des Bauwerks unterschiedlich stark ausgeprägt. Des Weiteren finden sich im Bauingenieurwesen Einschläge des Rechts, der Sicherheitstechnik, des Katastrophenschutzes und der Ausgrabungstechnik.
Die ursprüngliche Differenzierung des Berufsbildes nach den Sparten Hochbau, Tiefbau und Ingenieurbau gilt als überholt, weil sich zum einen die wenigsten Bauwerke eindeutig auf einen dieser Bereiche eingrenzen lassen und zum anderen auf Grund der extremen Spezialisierung im Berufsbild des Bauingenieurs in den vergangenen Jahrzehnte die Spartenzuordnung verglichen mit dem Fachgebiet keine bedeutende Rolle mehr spielt. Der organisatorische Aufbau der Hochschulausbildung von Bauingenieuren ist daher heutzutage nach den oben genannten Fachgebieten gegliedert. Die universitäre Organisation spiegelt sich in den entsprechenden Lehrstühlen innerhalb der Fakultäten für Bauingenieurwesen wider.

## Studium

### Voraussetzungen
Da der Beruf eine naturwissenschaftliche Ausrichtung besitzt, sind Technikbegeisterung, logisches und analytisches Denkvermögen, hohes Konzentrationsvermögen und Ausdauer bzw. Geduld von Vorteil. Ebenso sind in vielen Bereichen des Berufsbildes soziale Kompetenz und wirtschaftliches Handeln von hoher Bedeutung. Der versierte Umgang mit Informationstechnik stellt im Bauwesen wie in allen Bereichen von Naturwissenschaft und Technik eine Grundvoraussetzung für den Studienerfolg dar. Studienvoraussetzung ist ein Zeugnis der Hochschulreife (abhängig von der Hochschulart: allgemeine oder fachgebundene Hochschulreife oder Fachhochschulreife), der Studiengang selbst kann mit einem Numerus clausus beschränkt sein.

### Studiengang

Zahl der Studienanfänger und Absolventen der Fachrichtung Bauingenieurwesen an deutschen Fachhochschulen und Universitäten

Der Studiengang „Bauingenieurwesen“ wird an vielen Universitäten, Technischen Universitäten und Fachhochschulen in Deutschland, Österreich und der Schweiz angeboten. Das Studium des Bauingenieurwesens ist neben Elektrotechnik und Maschinenbau einer der drei klassischen Studiengänge für angehende Ingenieure.
Die nebenstehende Grafik zeigt die Zahl der Studienanfänger und Absolventen im Fach Bauingenieurwesen an den verschiedenen Hochschularten in Deutschland. Generell ist aus der Grafik ein abwärtsgerichteter Trend zu erkennen, der mit der stark schwankenden Konjunkturlage im Baubereich verbunden ist.
Aufgrund der Vereinheitlichung der Strukturen der Hochschulausbildung in Europa im Bologna-Prozess wurden bis Ende 2010 bereits die meisten Ingenieurstudiengänge vom bisherigen Diplomstudiengang auf das angloamerikanische Bachelor- und Master-System umgestellt.
Einige Hochschulen bieten ein duales Studium oder auch Verbundstudium an. In diesem Fall besteht die Möglichkeit sowohl das Studium zum Bauingenieur mit Bachelor-Grad zu absolvieren, als auch einen Meisterbrief, Gesellenprüfung im Bauhandwerk vorausgesetzt, zu erwerben. Damit soll die Qualifizierung der Absolventen für bestimmte Berufstätigkeiten verbessert und die Einstellungschancen erhöht werden.
Das teilweise noch angebotene Diplomstudium dauert nach der Regelstudienzeit zehn Semester. Die Regelstudienzeit für das Bachelorstudium beträgt meistens sechs Semester und im Masterstudium vier Semester. Es gibt aber auch Modelle, in denen die Regelstudienzeit variiert, der Bachelor kann dann sieben Semester dauern und der Master drei. Diese Unterschiede folgen aus den unterschiedlichen Angeboten der Hochschulen. Das Universitätsstudium ist im Allgemeinen theoretischer und wissenschaftlicher ausgerichtet als an Fachhochschulen. In Fachhochschulen wird dagegen verstärkt anwendungsorientiertes Wissen vermittelt. Für das Studium des Bauingenieurwesens ist an Universitäten und Fachhochschulen normalerweise ein Grundpraktikum abzuleisten, das allerdings bei einer geeigneten Berufsausbildung entfallen kann. An Fachhochschulen ist des Weiteren ein praktisches Studiensemester eingeplant.

### Abschluss
Mit erfolgreichem Studienabschluss wurde bisher der akademische Grad eines Diplomingenieurs verliehen (bei einem FH-Diplomstudiengang mit Angabe der Hochschule). Die Abschlussbezeichnungen lauten nach der Umstellung fortan beispielsweise Bachelor of Engineering und Master of Engineering oder Bachelor of Science und Master of Science.
In Österreich wird der akademische Hochschulgrad „Dipl.-Ing.“ auch als „DI“ abgekürzt. Dem Absolventen einer 5-jährigen schulischen Ausbildung an einer Höheren Technischen Lehranstalt (HTL) kann in Österreich – auf Antrag – die Standesbezeichnung „Ingenieur der Fachrichtung Bauwesen“ verliehen werden.
Die wissenschaftliche Weiterqualifikation als „Doktor der Ingenieurwissenschaften (Dr.-Ing.)“ ist in einem mehrsemestrigen Promotionsverfahren an einer Universität bzw. Technischen Hochschule möglich. Voraussetzung dafür ist in der Regel ein Universitätsdiplom- oder ein Masterdiplomabschluss.
Auch an Berufsakademien werden Bauingenieure ausgebildet. Im Gegensatz zu Hochschulabsolventen erhält der BA-Absolvent keinen akademischen Hochschulgrad, sondern die staatliche Bezeichnung als „Dipl.- Ing. (BA)“ zuerkannt.

## Berufsbild

### Aufgaben
Konzipieren, Planen, Berechnen, Konstruieren, Organisieren, aber auch Verwalten sind die wichtigsten Tätigkeitsmerkmale des Bauingenieurs. Technische Lösungen von Bauingenieuren sind immer einerseits der Sicherheit (Standsicherheit, Betriebssicherheit, Gebrauchstauglichkeit) und andererseits der Nachhaltigkeit und Wirtschaftlichkeit verpflichtet. Bauingenieure arbeiten sowohl in Unternehmen aller Größenordnungen in Bauindustrie und Bauhandwerk als auch in Ingenieurbüros unterschiedlichster Größen. Auch im Bereich der öffentlichen Verwaltung sind Bauingenieure beschäftigt. Sie können Angestellte, Freiberufler oder Beamte sein. Häufig arbeiten Bauingenieure eng mit Architekten und Stadtplanern zusammen.
Für Bauingenieure gibt es eine eigene Laufbahnprüfung (Beamtenlaufbahn) im öffentlichen Dienst.
Bauingenieure sind in unterschiedlichen Teilbereichen (Überschneidungen möglich) des Bauingenieurwesens tätig und werden dann unterschiedlich bezeichnet. So werden Ingenieure, die im Bereich Hochbau arbeiten als Tragwerksplaner oder Statiker bezeichnet. Für Projektleiter einer Baustelle hat sich der Begriff Bauleiter durchgesetzt. Wasserbauingenieure arbeiten im Wasserbau, Verkehrswegeplaner im Verkehrswegebau und Tiefbauingenieure beschäftigen sich mit Tiefbauaufgaben. Die Immobilienverwaltung und Gebäudeüberwachung bzw. -steuerung wird von so genannten Facilitymanagern übernommen.

### Haftung

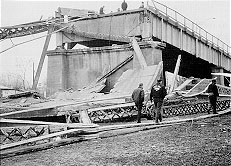
Die 1928 fertiggestellte Silver Bridge – eine Kettenbrücke über den Ohio River – nach ihrem Einsturz am 15. Dezember 1967 während des Feierabendverkehrs

Der Bauingenieur erlangt durch seine Tätigkeit ein beträchtliches Maß an Verantwortung für Menschen und Umwelt. Die Bauwerke müssen sowohl hinsichtlich der Standsicherheit als auch der Gebrauchstauglichkeit gewissen Anforderungen genügen. Werden diese zum Beispiel infolge fehlerhafter statischer Berechnung, Missachtung anerkannter Regeln der Technik oder Vernachlässigung der auf ihn übertragenen Bauüberwachung nicht erfüllt, haftet der verantwortliche Bauingenieur für diese Fehler. Werden durch die resultierende Mangelhaftigkeit des Bauwerks – zum Beispiel durch einen hierdurch bedingten Einsturz – Leib und Leben von Personen gefährdet, diese verletzt oder gar getötet, drohen dem Verantwortlichen bei gutachtlich belegter Kausalität und Fahrlässigkeit im Strafverfahren Geldstrafe oder gar Freiheitsstrafe.
Die Haftbarmachung von Bauingenieuren für ihre Fehler ist bereits aus dem Altertum überliefert. So ist in dem 1901/02 im persischen Susa wiederentdeckten, ursprünglich aus Mesopotamien stammenden und auf das 18. Jahrhundert v. Chr. datierten Codex Hammurapi auf einer Diorit-Säule in Keilschrift zu lesen:

„Wenn ein Baumeister ein Haus baut für einen Mann und macht seine Konstruktion nicht stark, so daß es einstürzt und verursacht den Tod des Bauherrn, dieser Baumeister soll getötet werden.“

Auch in der aktuellen Gesetzgebung gelten harte Strafenandrohungen. Das deutsche Strafgesetzbuch, § 319 (Baugefährdung), legt fest:

„Wer bei der Planung, Leitung oder Ausführung eines Baues oder des Abbruchs eines Bauwerks gegen die allgemein anerkannten Regeln der Technik verstößt und dadurch Leib oder Leben eines anderen Menschen gefährdet, wird mit Freiheitsstrafe bis zu fünf Jahren oder mit Geldstrafe bestraft.“

Das Schweizerische Strafgesetzbuch, Artikel 229, schreibt vor:

„1 Wer vorsätzlich bei der Leitung oder Ausführung eines Bauwerkes oder eines Abbruches die anerkannten Regeln der Baukunde außer acht lässt und dadurch wissentlich Leib und Leben von Mitmenschen gefährdet, wird mit Freiheitsstrafe bis zu drei Jahren oder Geldstrafe bestraft. Mit Freiheitsstrafe ist eine Geldstrafe zu verbinden.
2 Lässt der Täter die anerkannten Regeln der Baukunde fahrlässig außer Acht, so ist die Strafe Freiheitsstrafe bis zu drei Jahren oder Geldstrafe.“